# John Lloyd (Fernsehproduzent)

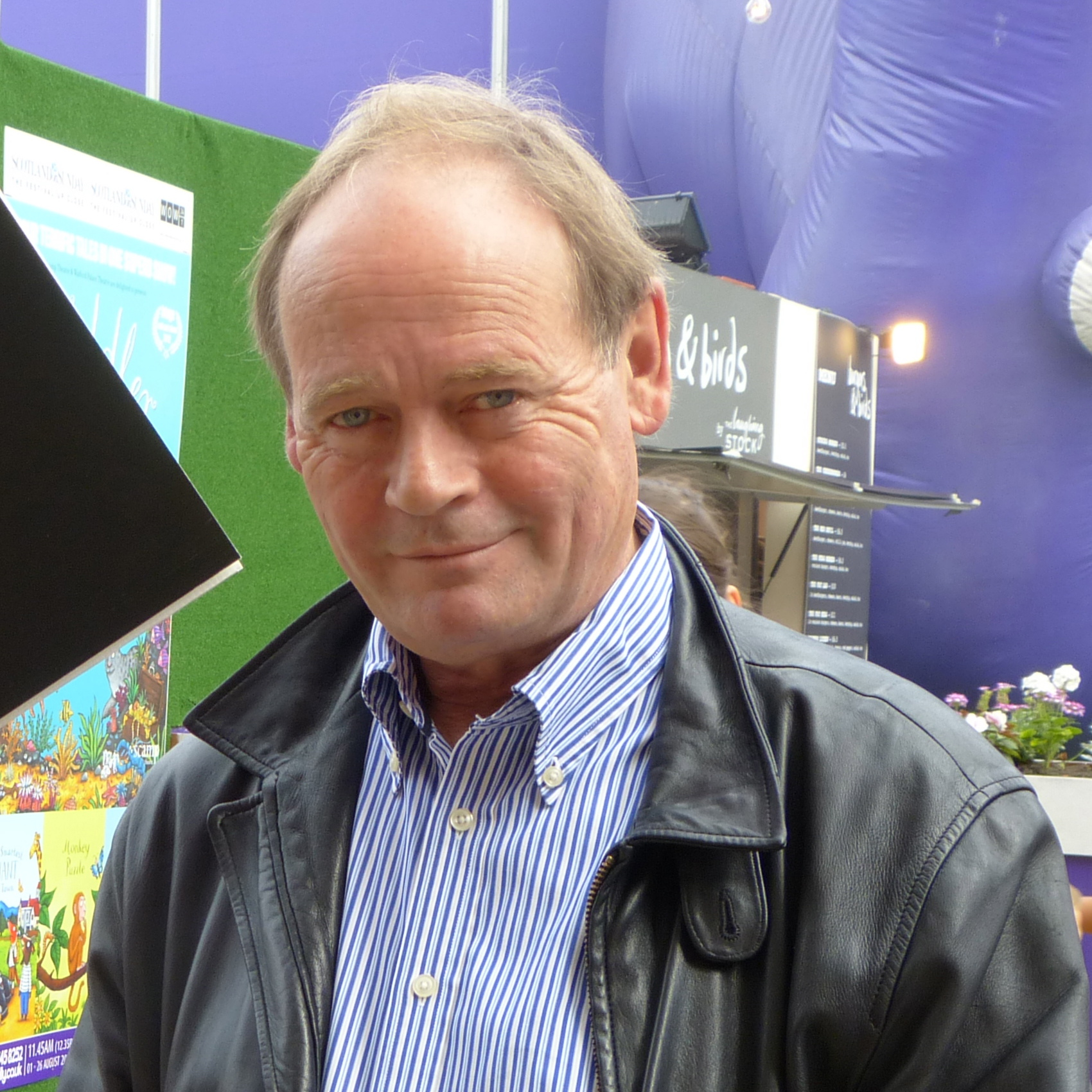
John Lloyd (2013)

John Hardress Wilfred Lloyd, CBE (* 30. September 1951 in Dover) ist ein britischer Autor, Radio- und Fernsehproduzent.

## Karriere

### Zusammenarbeit mit Douglas Adams
Lloyd studierte an der Universität Cambridge, an der er sich mit Douglas Adams anfreundete. Beide teilten sich später eine Wohnung. Zusammen schrieben sie zwei Episoden für die Zeichentrickserie Doctor Snuggles, die fünfte und sechste Episode des Hörspiels Per Anhalter durch die Galaxis sowie zwei Bücher, The Meaning of Liff (Der Sinn des Labenz) und Der tiefere Sinn des Labenz. Lloyd und Adams hatten zusammen ein Science-Fiction-Filmprojekt entwickelt, das auf dem Guinness-Buch der Rekorde basieren sollte; nach Adams’ Tod 2001 wurde es nie verwirklicht.

### Radio- und Fernsehproduzent
Lloyd arbeitete zwischen 1974 und 1978 als Produzent beim Radio der BBC und war danach als Fernsehproduzent sowohl bei der BBC als auch bei ITV beschäftigt. Dort produzierte er unter anderem die Satire-Serie Spitting Image sowie Blackadder von und mit Rowan Atkinson. Er war Co-Produzent der Fernsehverfilmung von Per Anhalter durch die Galaxis und produziert seit 2003 die Panel-Show QI (Quite Interesting) mit Stephen Fry (bis 2016), Sandi Toksvig (ab 2016) und Alan Davies.

## Bücher (Auszug)
- Not! The Nine O'Clock News
- Der Sinn des Labenz (1983, mit Douglas Adams)
- Der tiefere Sinn des Labenz (1990, mit Douglas Adams)
- Spitting Image
- Blackadder: The Whole Damn Dynasty 1485–1917 (2000, mit Richard Curtis und Rowan Atkinson)

## Fernsehen (Auszug)
- 1973: Jack the Ripper (als Autor)
- 1979: Doctor Snuggles (als Autor)
- 1981: Per Anhalter durch die Galaxis
- 1983: Blackadder
- 1984: Spitting Image
- 1986: Blackadder II
- 1987: Blackadder III
- 1989: Blackadder IV
- 1989: Parrot Sketch Not Included: Twenty Years of Monty Python (Schnitt)